# 내성적인 보스
《내성적인 보스》는 2017년 1월 16일부터 2017년 3월 14일까지 tvN에서 방영된 월화 드라마이다.

## 줄거리
베일에 싸인 유령으로 불리는 극도로 내성적인 보스 은환기와 초강력 친화력의 신입사원 채로운이 펼치는 소통 로맨스다.

## 등장 인물

### 주요 인물
- 연우진 : 은환기 역 (아역 : 박하준)

사일런트 몬스터 보스. 홍보 업계에서 1위까지 하는 대표 자리에 있지만 어떤 사람인지 알려진 바가 거의 없어 소문만 무성할 뿐이다. 하지만 문 닫는 게 익숙한 극도로 내성적인 남자일 뿐
- 박혜수 : 채로운 역

사일런트 몬스터의 신입사원. 사람들과 말하기 좋아하고 나서기 좋아하여 새로운 사람을 만나는 것에 두려움 따위는 없으며 어색한 침묵이 두려울 뿐이다. 하여 상대방을 웃게 만드는데 투철한 사명감 같은 게 있어서 쉬지 않고 떠들어 댄다
- 윤박 : 강우일 역 (아역 : 이태우)

브레인 홍보의 대표이사. 은환기의 절친. 사람들에게 스스럼없이 다가서는 대인 친화력이 강하며, 상대방이 듣고 싶어 하는 이야기를 정확히 콕 집어 들려주는 마법 같은 화술까지 지닌 이상적 리더

### 사일런트 몬스터
- 예지원 : 당유희 역 - 사일런트 몬스터의 엄마 역할을 맡고 있는 열혈 워킹맘 과장님!
- 전효성 : 김교리 역 - 무기력, 만성피로를 앓고 있는 비서 출신의 민감한 직원
- 허정민 : 엄선봉 역 - S대 석사학위 토익 990점을 가진 고스펙 독설 담당 잔소리꾼
- 한은성 : 장세종 역 - 채로운의 입사 동기. 부모님 인맥으로 입사한 열정제로 신입 사원

### 은환기의 주변 인물
- 공승연 : 은이수 역 (아역 :서은솔) - 은환기의 동생. 우일의 약혼녀
- 김응수 : 은복동 역 - 은환기의 아버지. 브레인 홍보 설립자
- 김예령 : 박애란 역 - 은환기의 어머니. 남편 은복동 뺨치는 외향적인 성격

### 채로운의 주변 인물
- 이한위 : 채원상 역 - 채로운의 아버지. 뉴욕이발관의 이발사
- 김미경 : 채로운의 어머니 역
- 한채아 : 채지혜 역 (특별출연) - 채로운의 언니. 3년 전 은환기의 비서
- 이규한 : 우 기자 역 - 채로운의 동네오빠. 마이너 인터넷 언론사 기자. 악플러의 황제

### 강우일의 주변 인물
- 스테파니 : 박 실장 역 - 강우일의 오른 팔. 빈틈없는 커리어우먼
- 정이연 : 정 대리 역 - 박실장 라인. 강우일 팬클럽. 브레인 홍보의 간판 엘리트 AE
- 황소희 : 이 대리 역 - 박실장 라인. 강우일 팬클럽. 브레인 홍보의 AE

### 그 외 인물
- 장희진 : 서연정 역 - 은환기의 첫사랑
- 정동규
- 이정성
- 엄지만
- 김기두 : 화장실 남자 1 / 중국요리집 배달원 역
- 조현식 : 화장실 남자 2 역
- 최준호 : 화장실 남자 3 역
- 송영재 : 채원상의 친구 역
- 우현 : 채원상의 친구 역
- 성병숙 : 하얀 구름 보육원 원장
- 금보
- 김문학
- 유건우 : 곽비서 역 - 채원상의 비서
- 강필선
- 유현주
- 방수진
- 박하성
- 김기남
- 손나래
- 최은후 : 일호 역
- 서인성 : 이호 역
- 이한나 : 시연 역
- 김지성
- 금광산 : 사우나 문신남 역
- 하루비
- 추연규
- 강인서

### 특별출연
- 준수 : 본인 역
- 최병모 : 유명기획 PT 발표자 역
- 지대한 : 오페라 투란도트의 광고주 관계자 역
- 김혜은 : 환기의 신경정신과 담당의 역
- 레이 양
- 강남길 : 브레인 홍보사 경비원 역
- 뮤지컬 팬텀 배우

전동석, 김소현, 이희정, 이창희
이상준, 윤선용, 김상권, 신재희
민준호, 송임규, 채성욱, 윤진웅
전걸, 안효빈, 김봄, 손의완
윤나리, 최예나, 서영, 박가람
박선정, 한재용, 정창민, 고훈
백주연, 고샛별, 송정윤, 이하나
유민영
- 남기애
- 김병만 : 목욕관리사 / 보육원 교사 역
- 박영규 : 국민배우 황영규 역
- 허영지 : 황영규의 딸 역
- 김대희 : 황영규의 매니저 역
- 박상면 : 용라면 진 상무 역
- 최대철 : 선술집 주인 역
- 이병준 : 장미항공 박 사장 역 - 갑질 대표
- 김지석 : 당유희의 남편 역
- 한석준 : 서연정의 첫사랑 국민MC 역
- 신아영

## 제작진
- 기획 : 스튜디오 드래곤
- 제작 : 이재길
- 책임프로듀서 : 이진호
- 프로듀서 : 소재현
- 제작총괄 : 유상원, 최윤석
- 제작프로듀서 : 김동희
- 촬영 : 한동현
- 조명 : 이재동
- 미술 : 이강현
- 동시 : 정우환
- 음악 : 엄기엽
- 편집 : 강윤희
- 특수영상 : 조봉준
- 사운드디자인 : 박준오
- 조연출 : 안창호
- 극본 : 주화미
- 연출 : 송현욱

## 시청률
최저 시청률과 최고 시청률은 시청률 조사회사와 지역별로 시청률에 차이가 있을 수 있습니다.
| 2017년     | 2017년     | 2017년                                 | 2017년     | 2017년      |
| 회차       | 방송일     | 부제                                   | AGB 시청률 | TNmS 시청률 |
| ---------- | ---------- | -------------------------------------- | ---------- | ----------- |
| 제1회      | 1월 16일   | 오페라의 유령                          | 3.164%     | 3.5%        |
| 제2회      | 1월 17일   | 미안하다 사과 못 한다                  | 3.046%     | 2.4%        |
| 제3회      | 1월 23일   | 나는 소탈한 사람이 아닙니다            | 1.907%     | 2.1%        |
| 제4회      | 1월 24일   | 아무도 만나지 않는다                   | 1.970%     | 1.8%        |
| 제5회      | 2월 6일    | 말할 수 없는 비밀                      | 1.864%     | 1.8%        |
| 제6회      | 2월 7일    | 사람이 어떻게 변하니                   | 1.260%     | 1.2%        |
| 제7회      | 2월 13일   | 조연의 품격                            | 2.241%     | 1.5%        |
| 제8회      | 2월 14일   | 비사교적 사교성 - 칸트                 | 2.061%     | 1.5%        |
| 제9회      | 2월 20일   | 귀를 기울이면                          | 1.628%     | 1.3%        |
| 제10회     | 2월 21일   | 쓸데없는 짓, 어쩌면 가장 쓸모있는 고백 | 1.851%     | 1.2%        |
| 제11회     | 2월 27일   | 키다리 아저씨의 기다란 그림자          | 1.657%     | 1.8%        |
| 제12회     | 2월 28일   | 아무 것도 하지 않는 것의 어려움        | 1.868%     | 1.6%        |
| 제13회     | 3월 6일    | 고백 Go Back                           | 1.686%     | 1.7%        |
| 제14회     | 3월 7일    | 마이 퍼니 발렌타인 My Funny Valentine  | 1.713%     | 1.5%        |
| 제15회     | 3월 13일   | 아흔아홉 가지 이유보다 큰 한 가지 이유 | 1.732%     | 1.4%        |
| 제16회     | 3월 14일   | 내성적이어도 괜찮아                    | 1.811%     | 1.6%        |
| 평균시청률 | 평균시청률 | 평균시청률                             | 1.965%     | 1.65%       |

## 결방
- 2017년 1월 30일 : 어쩌다 어른 재방송으로 인해 결방.
- 2017년 1월 31일 : 문제적남자 재방송으로 인해 결방.